# Château de Darney
Pour les articles homonymes, voir Darney (homonymie).
Le château de Darney est un château de la commune de Darney au sud-ouest du département des Vosges en région Lorraine. Il accueille le musée historique et militaire tchécoslovaque, ainsi que le musée Damia.

## Histoire
Le château originel est construit au Xe siècle par les seigneurs de Darney. Plus tard, il sert de résidence aux ducs de Lorraine qui construisent les remparts de la ville. On surnomme la ville la « cité aux trente tours » et elle devient une importante place militaire.
La ville est détruite au Moyen Âge, démantelée en 1634, ravagée par les troupes franco-suédoises de Bernard de Saxe-Weimar lors de la guerre de Trente Ans, et le château est rasé en 1639.
En 1725, c'est donc sur les fondations d'un château en ruine que la municipalité de Darney décide de construire un nouvel édifice pour loger la nouvelle prévôté. Les architectes de l'époque s'inspirent des plans de l'ancien donjon en construisant un escalier à vis dans une tourelle collée au bâtiment. Une grande salle d'auditoire est installée au deuxième étage, décorée des blasons des familles de gentilshommes verriers venus de Bohême pour s'installer dans la forêt de Darney au XIVe avec les secrets de leur industrie. Du château originel, il reste quelques vestiges sur l'étage inférieur.
Le château sert d'hôtel de ville aux XIXe et XXe siècles. Actuellement, celui-ci se situe à l'ancien couvent des Récollets.
À la suite du rassemblement des volontaires tchèques et slovaques à Darney pendant la Première Guerre mondiale, et à la suite de la reconnaissance officielle du Conseil national tchécoslovaque par la France en juin 1918 à Darney également, un musée tchécoslovaque est créé dans le château en 1938 par le maire André Barbier. L'édifice est inscrit aux monuments historiques le 28 décembre 1984 (château et remparts).
Un musée consacré à la chanteuse Damia y est ajouté en 2018.

## Musée historique et militaire tchécoslovaque
Le 29 juin 1918, le président de la république française Raymond Poincaré reconnaît officiellement au nom de tous les états alliés, le droit des tchèques et des slovaques à vivre dans un État indépendant et souverain. Il est accompagné d'Edouard Benès, secrétaire du Conseil national tchécoslovaque à Paris, futur chef de gouvernement et président de la république tchécoslovaque. Raymond Poincaré remet à cette occasion aux 6000 légionnaires tchèques et slovaques, qui étaient présents au camp Kléber, leur premier drapeau. Ces légionnaires avaient combattu sur le front d'Alsace, des Ardennes et de Champagne. Le 30 juin 1918, Raymond Poincaré reconnaît officiellement le Conseil National comme organe suprême du gouvernement tchécoslovaque. Il est entouré de plusieurs ministres, des délégués des états-majors alliés et de la ville de Paris. Les 8 et 9 décembre 1918, le président tchécoslovaque Tomáš Masaryk, revenant des États-Unis, arrive  à Darney pour passer sa première revue militaire en tant que chef de l’État.
Le Musée historique et militaire tchécoslovaque retrace deux épisodes de l'histoire tchécoslovaques. D'abord, chronologiquement, le séjour des légionnaires tchèques et slovaques au camp Kléber durant la Première Guerre mondiale, et ensuite la naissance officielle de la Tchécoslovaquie à Darney le 29 juin 1918. Le musée est créé en 1938 dans le château de Darney, et présente une variété d'objets, d'iconographies et d'œuvres d’art, dont le discours original du président Poincaré prononcé le 30 juin 1918, un tableau représentant la cérémonie de remise du drapeau aux légionnaires en 1918 (offert par le musée national de Prague) et une réplique de ce drapeau (offert par la ville de Paris).
Il conserve également le livre d'or des titulaires d'une médaille de bronze (avec un ruban bleu azur à liseré tricolore) créée en 1948 par la ville pour célébrer le 30e anniversaire. Les titulaires sont les anciens combattants des armées française et tchécoslovaque qui appartenaient aux régiments de volontaires du camp Kléber, les familles des soldats décédés et les personnes qui avaient assisté à titre officiel à la cérémonie du 30 juin.
Il existe d'autres lieux tchécoslovaques à Darney : la place du jumelage, la place Masaryk, le square Václav Havel et le monument du camp Kléber.

## Musée Damia
Un musée consacré à la chanteuse Damia (1889-1978) est inauguré le 22 septembre 2018 à l'initiative de l'association des Amis du patrimoine de Darney et de collectionneurs parisiens.
Le musée expose de nombreuses pièces ayant appartenu à la chanteuse (meubles, vêtements, disques...) ou à son métier artistique (affiches, partitions, photographies, tableaux...).

## Galerie d'images du château

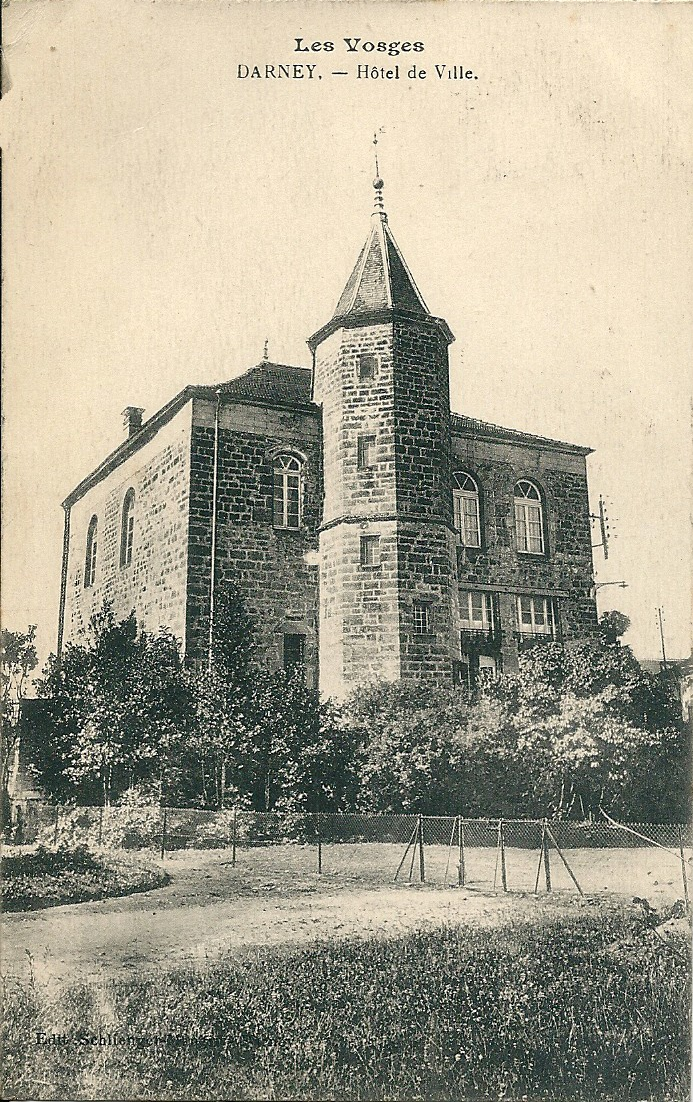
Carte postale du château en 1928
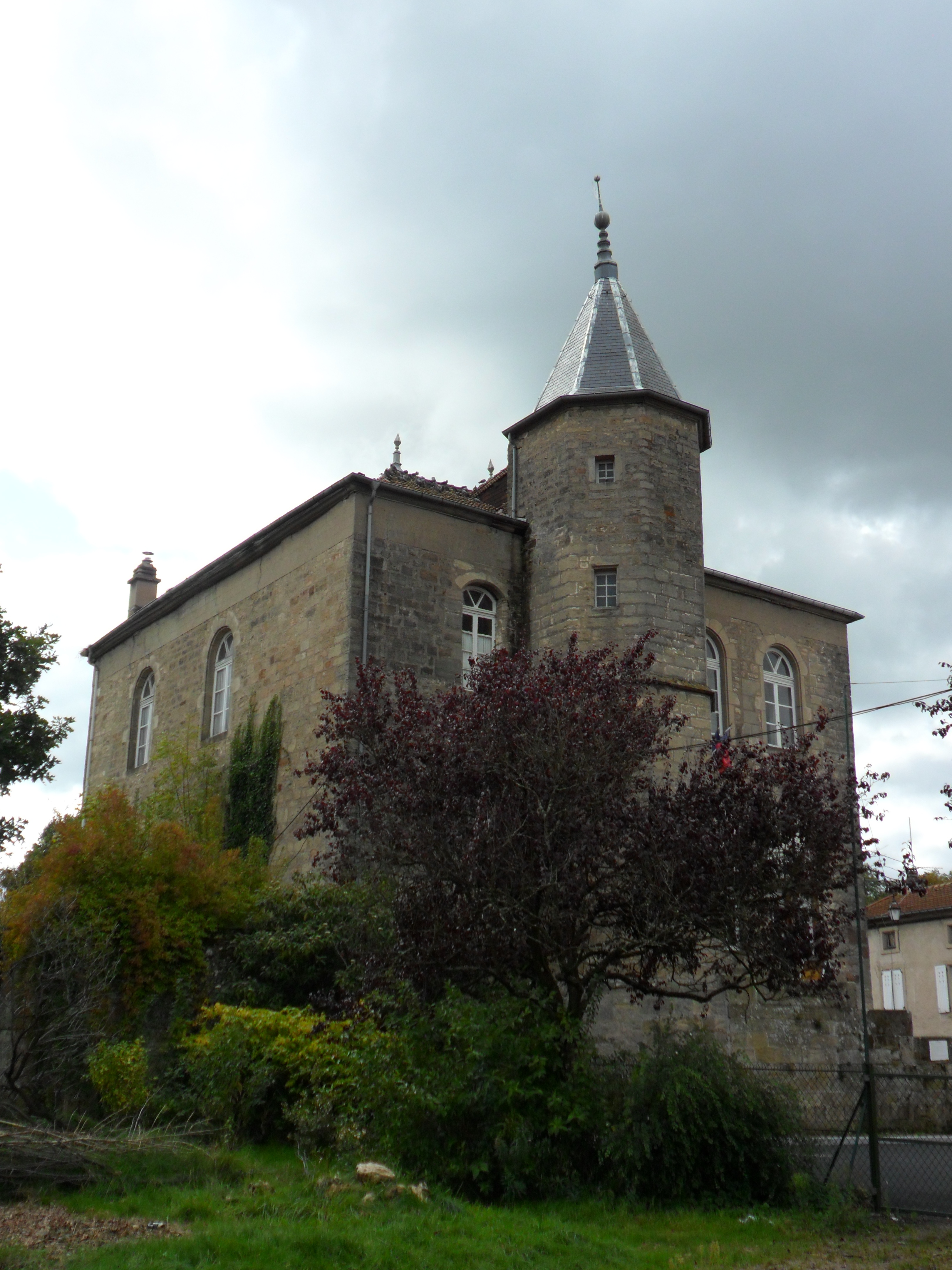
Vue de la façade nord du château avec sa tourelle